# Ruisseau de Cavagnet
Le ruisseau de Cavagnet est une  rivière du sud-ouest de la France, sous-affluent de la Garonne par le Lot.

## Géographie
De 13,8 km de longueur, le ruisseau de Cavagnet prend sa source dans le département de l'Aveyron commune de Sainte-Croix et se jette dans le Lot sur la commune d'Ambeyrac en rive gauche.

## Départements et communes traversées
- Aveyron : Sainte-Croix, Villeneuve, Montsalès, Ols-et-Rinhodes, Ambeyrac, La Capelle-Balaguier.

## Principaux affluents
- Ruisseau de Fonvielle : 2,6 km